# Kamen v Podjuni
Kamen v Podjuni (nemško: Stein im Jauntal) je dvojezična, slovensko-nemška oz. nemško-slovenska  vas v občini Škocjan v Podjuni, leži na nadmorski višini 472 m in ima  207 prebivalcev (stanje 2001).

## Kultura in znamenitosti
Vas je kulturnozgodovinsko posebej zanimiva, ker pridejo v njenih šegah in navadah – zlasti v metanju kržejev v čast svete Liharde Kamenske – do izraza številni elementi slovenske kulturne in pravne zgodovine, ter preko procesov inkulturacije tudi številni tuji elementi (češčenje Liharde povzame grško in rimsko pomladno verovanje boginj Ceres in Demeter). V legendi o sv. Lihardi Kamenski imamo celo elemente karantanskega prava, saj je podarila svojemu sinu 5 slovanskih hub.

### Slovensko narečje
Lokalna govorica spada pod rožansko narečje , ki je narečje slovenskega jezika  in  ki spada v koroško narečno skupino.

### Katoliška župnijska cerkev Šentlovrenc
Cerkev sv. Lovrenca oz. Šentlovrenc v dekanatu Dobrla vas je verjetno bila ustanovljena že v 11. stoletju, verjetno znotraj nekdane utrdbe oz. nekdanjega gradu v Kamnu. Danes je župnjia dvojezična.  Prvič je bila  omenjena leta 1238 in je del srednjeveške grajske utrdbe iz 12. stoletja. Leta 1458 je bila le-ta uničena, vendar so vidni še ostanki nekdanjega obrambnega obzidja.
Posamezni deli male cerkvice, ki je zgrajena na krnu, ki je na južni in vzhodni strani posebej strm, so bili zgrajeni v raznih obdobjih. Kripta, katere kor ima znotraj tri strani, navzven pa je poloblo obliko, pripada romaniki. Križni obok najdemo v ladiji v eni traveji ter v koru oz. v apsidi; rebra pa preidejo v zid. Trije zaključni zidaki so okrogli. Stolp je iz novejše dobe. Kripta se razteza proti ladji je razdeljena s štirimi okroglimi stebri; kižni oboki so zaobljeni, mala polkrogla okna so vgrajena v debelih zidovih (v ladji 9 nog, v koru 6 nog). Romanska zgradba je iz tufa. Na južni strani cerkve se nahaja kostnica, ki je znotraj osmerokotna, zunaj pa okrogla. Okrašena je s polkroglo školko („concha“) iz sklesanega kamna, ima šilaste gotske oboke, dve polkrogli špranji v zidu, vrata s šilastim gotskim obokom ter stožčasto streho nad zidnim vencem.

### Katoliška cerkvica Šmarjeta na pokopališču
Katoliška cerkvica na pokopališču je posvečena sv. Margareti Antiohejski, Šmarjeti in je prav tako romanskega izvora s kasnejšimi spremembami. V baročnem glavnem oltarju se nahaja kip sv. Margarete ter dva stranska kipa. Na južnem notranjem zidu so ostanki gotske poslikave s freskami.

### Koroški križev pot
Posamezne postaje koroškega križevega pota, ki vodi iz doline k  župnijski cerkvi so ustvarili sodobni umetniki. 

### Znamenja
Posebno zanimiva sta veliko in malo  Lihardino znamenje na vasi.

### Šege in navade
Metanje štručejev ali kržejev se obhaja vsako prvo nedeljo v februarju pred župnijsko cerkvijo. Šega se navezuje na milostno delo svete  Liharde Kamenske.  Ohranjena je tudi posebna slovenska ljudska pesem o Lihardi Kamenski. 

## Slike
- cerkev na pokopallišču Šmarjeta
- cerkev na pokopallišču Šmarjeta, notranjost
- cerkev na pokopallišču Šmarjeta, freska na južnem notranjem zidu
- „Veliko Lihardino znamenje“ v Kamnu v Podjuni

## Promet
Kamen v Podjuni dosežemo tako po cesti kot z vlakom.
Postaja „Tinje-Kamen  se nahaja na železniški progi Celovec - Pliberk.
Glavna cesta pa povezuje Škocjan v Podjuni in Galicijo.